# Cycladische architectuur
De Cycladische architectuur ontwikkelde zich pas laat door het droge klimaat en de schaarse begroeiing van de Cycladen die met de vroegste technieken nog niet konden worden overkomen. Pas in het Laat-Neolithicum (5300-4500 v.Chr.) ontstonden de eerste permanente nederzettingen op de Cycladen.

## Neolithische culturen
De eerste Neolithische culturen duiken op de Cycladen pas op in het Laat-Neolithicum, omdat deze - zoals we hierboven reeds vermeld hebben - door de klimatologische omstandigheden en de schaarse begroeiing op het eiland een slechte voedingsbodem bood voor menselijke culturen.

## Saliagoscultuur
De Saliagoscultuur ontstond in het Laat-Neolithicum op het Melische schiereiland Saliagos, met verschillende sites aantrof, die onder meer als nederzetting, uitkijkpost voor voorbijzwemmende tonijnen, jachtkampen en dergelijke meer dienden. Ook Antiparos en Vouni op het eiland Antiparos, Grotta op Naxos en andere Melische nederzettingen. Het schiereiland Saliagos, dat op een landengte tussen Paros en Antiparos lag, kende nederzettingen omringd met een muur, waarbinnen rechthoekige huizen op stenen funderingen stonden. De ontwikkeling van sites op Melos (Milos) is niet zo verwonderlijk, omdat het Melische obsidiaan rond deze periode in heel het Egeïsche gebied verspreid zal worden.

## Kephalacultuur
In de Kephalacultuur (Laat-Neolithicum) werden nog steeds grotten bewoond (voornamelijk voor handel) zoals de Zasgrot op Naxos. Daarnaast waren ook rechthoekige huizen met één of meerdere kamers. Vermoedelijk vormde deze cultuur de voorloper van de Grotta-Peloscultuur.
Externe link: "The Neolithic sequence in the Cycladic islands", Lesson 2: The Neolithic Cultures of Thessaly, Crete, and the Cyclades, in J.B. Rutter, The Prehistoric Archaeology of the Aegean, projectsx.dartmouth.edu, 1997².

## Bronstijdculturen
Het is gedurende deze periode dat de Cycladische beschaving tot een bloeiperiode komt.

### Vroeg-Cycladische architectuur
De Vroeg-Cycladisch I architectuur kan ingedeeld worden in twee grote architecturale periodes: de architectuur van de Lakkoudes- (VC Ia), Pelos- (VC Ib) en Plastiriscultuur (VC Ic) en die van de Grotta-Kamposcultuur (VC Id of VC IIa (Ch. Doumas)). We moeten hierbij opmerken dat de zuidelijke Cycladen in deze periode dichter bevolkt waren dan de noordelijke.

#### Lakkoudes-Peloscultuur
Van de Lakkoudes- tot en met de Plastiriscultuur bouwt men eenkamerhuizen met plat dak (cf. hedendaagse Cycladische architectuur) op een rolkeien (op Melos) of schiststukken (op Keos) sokkel. Ze waren opgetrokken uit vergankelijk materiaal zoals hout, takken, riet of leem. Dit zou veranderen onder de Grotta-Kamposcultuur.

#### Grotta-Kamposcultuur
In de Grotta-Kamposcultuur worden rechthoekige tweekamerhuizen gebouwd uit kleine of middelgrote stenen, die ter nivellering in een kleibed geplaatst werden. De huizen werden op een hogere fundering geplaatst dan in de voorgaande culturen.

De Vroeg-Cycladisch II architectuur begint met de bloeiperiode van de Keros-Syroscultuur (VC IIa), maar wordt opgevolgd door de Kastricultuur (VC IIb), die een achteruitgang betekende.

#### Keros-Syroscultuur
In de Keros-Syroscultuur werden de huizen met verdiepingen uit goed geplaatste schistplaten opgetrokken. De woningen in het versterkte Ayia Irini op Keos, die volgens eenzelfde as waren aangelegd, hadden hierbij stenen deurposten en dorpels. Ook Markiani op Amorgos werd versterkt met een bastion. De huizen van het onversterkt gebleven Sharkos op Ios, die in verschillende huizenblokken verbonden door straten en pleinen waren ingedeeld, hadden tot drie meter hoge bovendiepingen.

#### Kastricultuur
Er ontstaan tijdelijke nederzettingen in Kastri op Syros, de Kynthosberg op Delos, Panoromos op Naxos en Christiana bij Thera. Enkel Ayia Irini op Kea wordt later nog bewoond.

De kleine tijdelijke sites worden gekenmerkt door absidiale huizen in een chaotische schikking. De sites werden beschermd, met onder andere halfronde bastions in Kastri.

De Vroeg-Cycladisch III architectuur is die van de Phylakopi I-cultuur. Ze wordt gekenmerkt door een afname van nederzettingen.

#### Phylakopi I-cultuur
De architectuur van de Phylakopi I-cultuur werd gekenmerkt door kleine rechthoekige huizen die onregelmatig geschikt waren. Er zijn nu nog maar één à twee grote nederzettingen per eiland (o.a. Ayia Irini).
Externe link: Lesson 4: The Early Cycladic Period, in J.B. Rutter, The Prehistoric Archaeology of the Aegean, projectsx.dartmouth.edu, 1997².

### Midden-Cycladische architectuur
De Midden-Cycladische architectuur valt in een periode van bloei en plotse ommekeer.

#### Midden Cycladisch I-architectuur
De Midden Cycladisch I-architectuur wordt gekenmerkt door goed gebouwde huizen met twee tot vier kamers. Er was een beperkt gebruik van grote ruwe stenen bij de bouw. In de Second City van Phylakopi vinden we huizenblokken langs de in de windrichtingen georiënteerde trappenstraten. In Ayia Irini verrijst een primitieve tempel.

#### Midden-Cycladische II-architectuur
Terwijl Phylakopi rond 1500 v.Chr. volledig verwoest wordt door een aardbeving of een Minoïsche inval, kent Ayia Irini een grondige architecturale herschikking. Er wordt een volledig nieuwe versterking uit goed bewerkte grote natuurstenen opgetrokken rond deze laatste nederzetting.

### Laat-Cycladische architectuur
De Laat-Cycladische architectuur zal gekenmerkt worden door monumentale gebouwen.

#### Laat-Cycladisch I-architectuur
De Laat-Cycladisch I-architectuur wordt gekenmerkt door onregelmatige (getande) muren voor de gewone woningen en veel vakwerk met kleinere stenen in leem of Ashlar Masonry (natuurstenen) voor de belangrijke gemonumentalisteerde gebouwen of woningen. In Phylakopi krijgt men blokvorming van tegen elkaar aangeplakte huizen met het groot huis in het midden ervan. In Akroteri echter heeft men een onregelmatige inplanting met (soms ver) uit elkaar liggende huizenblokken en zelfs geïsoleerd staande grotere woningen. Men kent nu huizen van minstens twee verdiepingen met kelder, waarvan het gelijkvloers dient als magazijn en atelier, terwijl zich boven de private woning bevindt. Deze huizen hebben (grote) vensters - ook tussen twee kamers in - voor verlichting. Men kent nu ook (miniatuur)fresco's met onder meer krijgsscènes, lustrale bassins en pijlercryptes.

In Ayia Irini komt nu een losstaande langwerpige tempel met banken tegen de wanden, die meermaals herbouwd werd. In het Huis A te Ayia Irini vindt men wat men vermoedt een huisschrijn te zijn. Op alle Cycladische eilanden vinden we nu huisheiligdommen.

#### Laat-Cycladisch II-architectuur
De Laat-Cycladisch II-architectuur is niet zo goed geattesteerd, omdat Ayia Irini rond 1400 v.Chr. door een aardschok verwoest werd en Phylakopi deels door vuur - mogelijk door een gewelddadige Myceense verovering - verwoest wordt.

#### Laat-Cycladisch III-architectuur
De Laat-Cycladisch III-architectuur heeft vele kenmerken van de Myceense architectuur overgenomen. We vinden nu paleizen met een megaron op Phylakopi en op Delos. Er worden nu ook een elftal nieuwe nederzettingen aangetroffen op de Cycladen. De Cycladen delen voortaan in het lot van de Myceense wereld en zullen dus ook rond 1200 v.Chr. verwoesting kennen. Hierna ging de Griekse architectuur op de eilandengroep overheersen, met als gevolg bijvoorbeeld de poort Portára te Naxos.
Externe link: Lesson 17: Akrotiri on Thera, the Santorini Volcano and the Middle and Late Cycladic Periods in the Central Aegean Islands, in J.B. Rutter, The Prehistoric Archaeology of the Aegean, projectsx.dartmouth.edu, 1997².

### Hedendaagse Cycladische architectuur
De Hedendaagse Cycladische architectuur wordt gekenmerkt door wat oudere Byzantijnse kerkjes opgetrokken uit natuursteen. Daarnaast zijn ook de beroemde witte kerkjes terug te vinden op de Cycladen. De huizen echter hebben nog het meest weg van de vroegere Cycladische architectuur met hun platte daken.

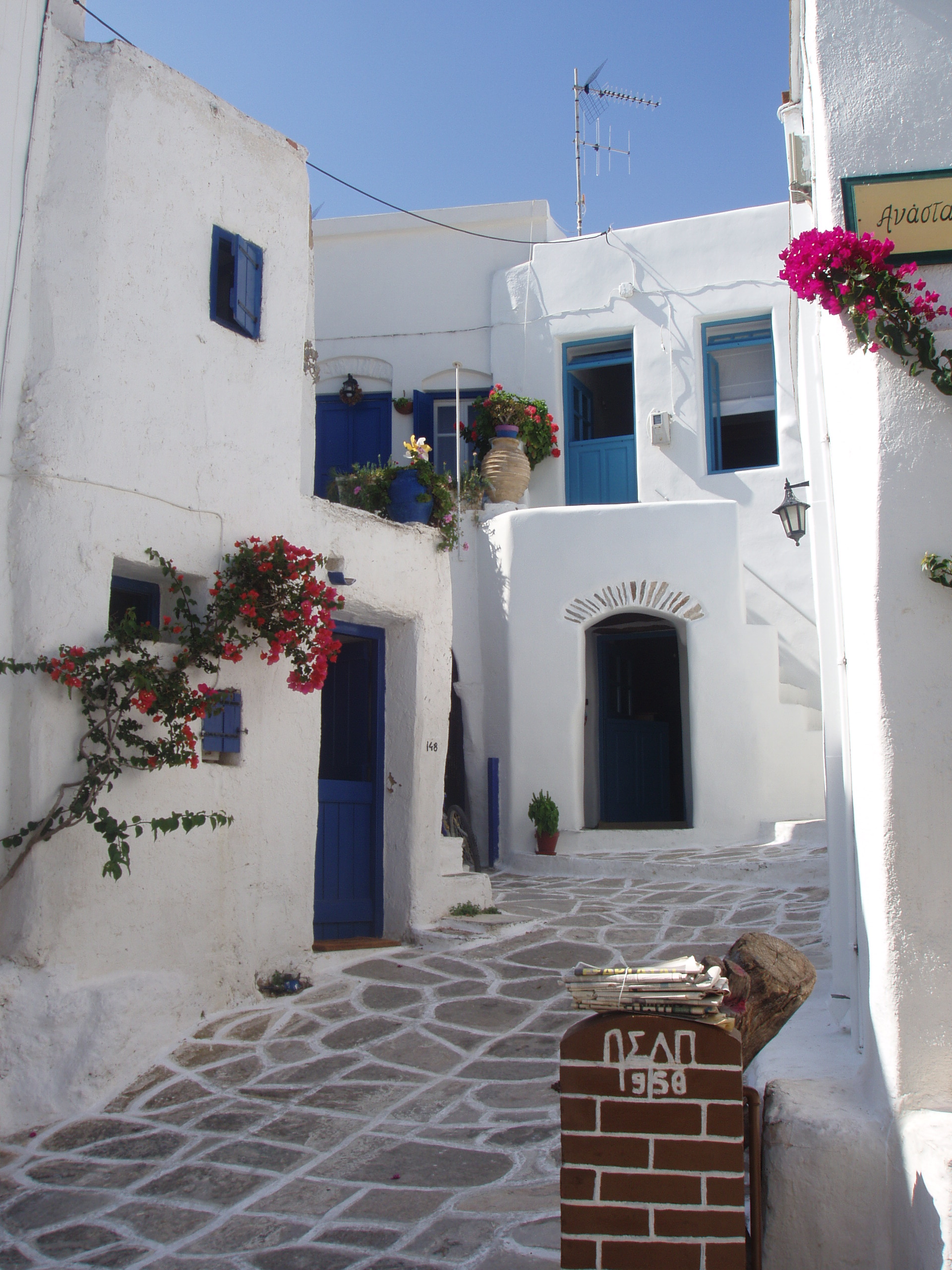
Moderne woningen op Paros.
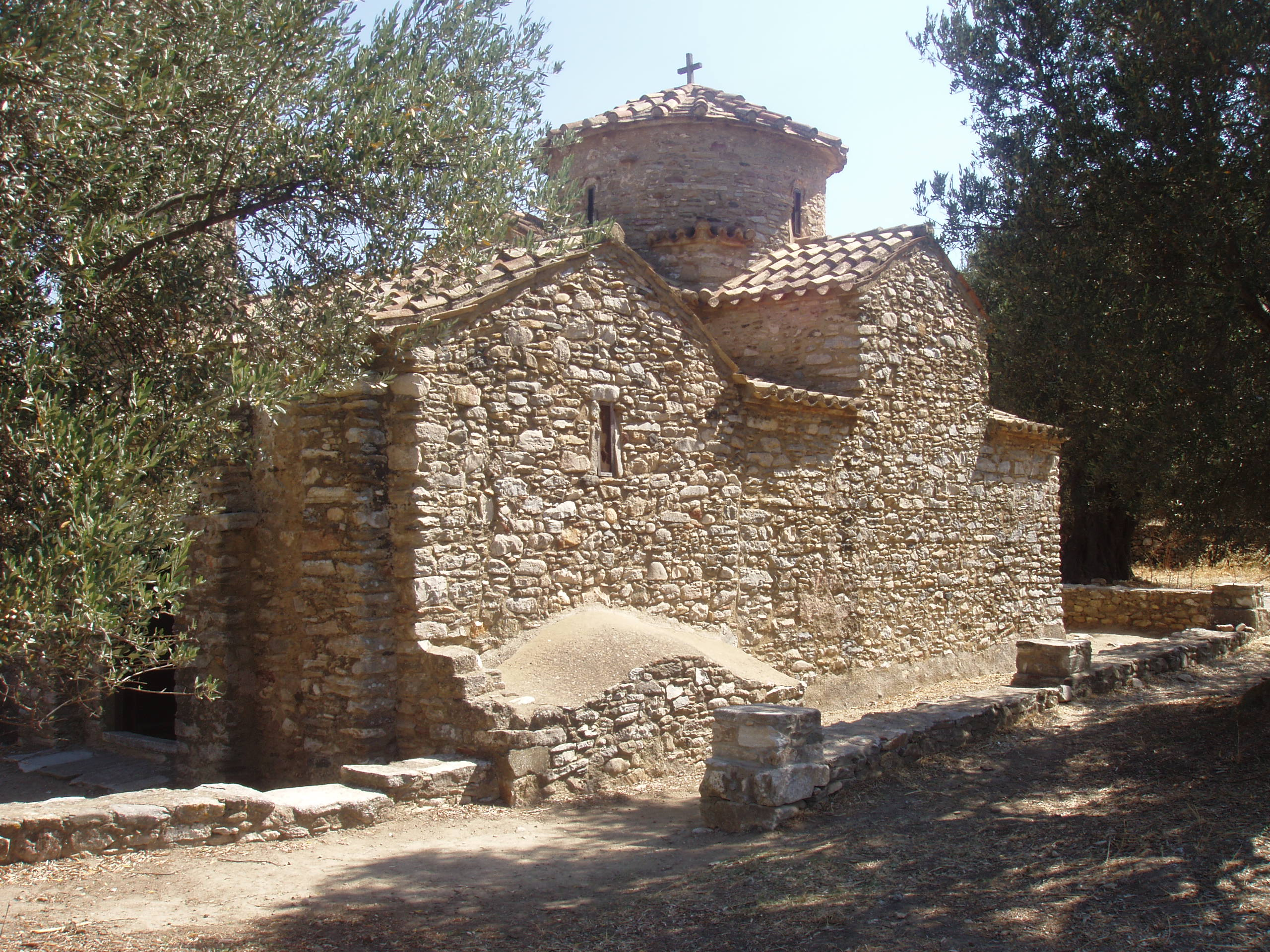
De Diassoritiskerk op Naxos, gebouwd in de 9e eeuw.